# Christiane Wartenberg
Pour les articles homonymes, voir Wartenberg.
Christiane Wartenberg, née Stoll le 27 octobre 1956 à Prenzlau, est une athlète de République démocratique allemande spécialiste du 1 500 mètres. Elle est la femme de Frank Wartenberg, sauteur en longueur médaillé de bronze aux Jeux de 1976. Elle mesure 1,69 m pour 53 kg ; elle était licencié au SC Neubrandenburg avant qu'elle ne migre vers le SV Halle.

## Biographie
À Moscou, lors des Jeux olympiques d'été de 1980, Christiane Wartenberg remporte l'argent sur 1 500 mètres. Son temps réalisé est toujours le record d'Allemagne actuel.

## Palmarès

### Jeux olympiques d'été
- Jeux olympiques d'été de 1976 à Montréal ( Canada)
  - éliminée en séries sur 1 500 m
- Jeux olympiques d'été de 1980 à Moscou ( Union soviétique)
  -  Médaille d'argent sur 1 500 m

### Championnats d'Europe d'athlétisme en salle
- Championnats d'Europe d'athlétisme en salle de 1978 à Milan ( Italie)
  - 5e sur 1 500 m